# Heilig Hartbeeld (Beek, Noord-Brabant)
Het Heilig Hartbeeld is een standbeeld in de Nederlandse plaats Beek, in de provincie Noord-Brabant.

## Achtergrond
Het Heilig Hartbeeld van August Falise werd in 1925 gemaakt en is in 1982 door het St. Antoniusgilde geplaatst ten noorden van de westtoren van de Sint-Michaëlkerk. Een ander afgietsel van dit ontwerp staat in Noorbeek.

## Beschrijving
Het beeld is een staande Christusfiguur die, als bemiddelaar, met zijn rechterhand naar de hemel wijst en met zijn linkerhand naar de aarde. Op zijn borst draagt hij het Heilig Hart. Het beeld staat op een bakstenen sokkel.

## Waardering
Het beeldhouwwerk werd in 2002 als rijksmonument ingeschreven in het monumentenregister, het wordt beschouwd "als voorbeeld van de kerkelijke kunstproductie, in het bijzonder als voorbeeld van het werk van de gerenommeerde beeldhouwer Falise. Het heeft ensemblewaarden als onderdeel van een belangrijke bebouwingsgroep."